# Hyvinkää
Hyvinkää (Hyvinge és el nom suec) és una ciutat al sud de Finlàndia dins la província de Finlàndia del Sud a menys de 60 km de Hèlsinki.

## Història
Des del segle xvi ha existit una taverna a l'àrea coneguda com a Hyvinkäänkylä, a mig camí entre Hèlsinki i Hämeenlinna, amb registres que demostren l'existència de cases durant aquests mateixos anys. Va esdevenir gradualment una ciutat a finals del segle xix, especialment estimulada per l'aparició del ferrocarril.